# ساجینا، میدلند، و منطقه کلان‌شهر بی سیتی
ساجینا (به انگلیسی: Saginaw) یک منطقهٔ مسکونی در ایالات متحده آمریکا است که در میشیگان واقع شده است.